# Dachang (köping i Kina)
Dachang (kinesiska: 大厂镇, 大厂) är en köping i Kina. Den ligger i den autonoma regionen Guangxi, i den södra delen av landet, omkring 240 kilometer norr om regionhuvudstaden Nanning. Antalet invånare är 28109. Befolkningen består av 12 893 kvinnor och 15 216 män. Barn under 15 år utgör 17,0 %, vuxna 15-64 år 75 %, och äldre över 65 år 7,0 %.
Genomsnittlig årsnederbörd är 1 802 millimeter. Den regnigaste månaden är juni, med i genomsnitt 313 mm nederbörd, och den torraste är februari, med 38 mm nederbörd.